# Limnius perrisi
Limnius perrisi là một loài bọ cánh cứng trong họ Elmidae. Loài này được Dufour miêu tả khoa học năm 1843.